# SŽD-Baureihe АЧО
Der Dieseltriebwagen АЧО (ATschО), oder АЧ0 (ATsch0) ist ein bei Škoda in Plzeň für die SŽD hergestellter Triebwagen speziell für den schnellen Vorortverkehr und Stadtverkehr auf nichtelektrifizierten Breitspurstrecken. Der Wagen wurden nur in drei Exemplaren gebaut und kam über die Nullserie nicht hinaus.

## Geschichte
Im Jahr 1969 entstanden in der Waggonfabrik Riga zwei Motorwagen mit dieselelektrischer Kraftübertragung und der Bezeichnung  AP1 für den schnellen Stadt- bzw. Vorortverkehr. Offensichtlich konnte man sich mit dem Hersteller nicht über eine Serienfertigung einigen, denn erst in den 1970er Jahren wurden drei weitere Fahrzeuge des gleichen Konzeptes bei Škoda in Plzeň bestellt. Ende 1977 entstanden dann bei dem Hersteller drei Motorwagen mit der Bezeichnung АЧО. Bei der Planung strebten die Konstrukteure eine maximale Vereinheitlichung mit Baugruppen der schon vorhandenen SŽD-Baureihe ДР1А an.
Der Wagen war für die Personenbeförderung auf Nebenbahntrassen und angrenzenden nichtelektrifizierten Trassen zu den Hauptbahnen in der damaligen UdSSR bestimmt. Er war für den Betrieb bei Temperaturen im Bereich von −40 °C bis +50 °C ausgelegt. Im Betrieb sollte eine Einheit, aus einem Triebwagen und zwei Beiwagen bestehen.
1977 entstanden dann drei Prototypen des Fahrzeuges. Nachdem der АЧО.001 auf dem Eisenbahnversuchsring Velim ausführlich getestet wurde und ein Fahrzeug im gleichen Jahr auf einer Fahrzeugmesse in Brno ausgestellt war, kamen alle drei Fahrzeuge unter dem Service von Škoda zu dem Depot Bologoje, wo sie auf allen angrenzenden Trassen den Personenverkehr unternahmen.
Die wachsende Forderung nach Produktion von elektrischen Lokomotiven machte eine Serienproduktion der Fahrzeuge bei Škoda unmöglich. Deshalb wurde der Auftrag für die Serienfertigung der Fahrzeuge dann an die Waggonfabrik Studenka weitergegeben. Das führte letztendlich zur Entwicklung und Fertigung der SŽD-Baureihe АЧ2 mit hydrodynamischer Kraftübertragung.

## Technische Ausrüstung
Der Kasten des Motorwagens ist eine Rahmenkonstruktion in selbsttragender Bauweise, der mit dem unter ihm liegenden Rahmen verbunden ist. An den Spitzen des Rahmens sind jeweils die beiden Mittelpufferkupplungen der Bauart SA-3 untergebracht. In einem Maschinenraum ist die Antriebsanlage, bestehend aus dem Dieselmotor und dem Traktionsgenerator, untergebracht.  An beiden Enden des Wagenkastens sind jeweils die Kabinen für den Lokführer ohne Durchgangsmöglichkeit angeordnet. In zwei Abteilen sind für insgesamt 64 Reisenden Sitzplätze geschaffen. Zwischen beiden Abteilen ist der Einstiegsraum angeordnet, der mit einer glatten, doppelflügeligen Schwenkschiebetür geschlossen ist. Diese wird pneumatisch vom Führerstand aus geschlossen. Der Einstieg auf den vorderen Führerstand ist über eine Seitentür oder von dem Passagierraum über den Maschinenraum aus möglich, auf dem hinteren Lokführerstand ist der Zugang durch den Passagierraum. Die Wände in den Abteilen und den Führerständen sind innen mit imprägnierten Holzplatten belegt, die des Maschinenraumes sind mit Aluminiumblechen. Blechern ist der Fußboden in den Abteilen der Reisenden, belegt mit PVC, der Fußboden in dem WC ist aus Laminat. Die Sitzplätze in dem Abteil für die Reisenden sind in der Anordnung 3+2 mit Mittelgang aufgestellt. Die Fenster der Fahrgastabteile sind als horizontale Schiebefenster ausgeführt. Über ihnen befinden sich Ablagen für Gepäckstücke und an den Seitenwänden Haken für Kleidungsstücke. Das Fenster in dem WC hat eine Lüftungsklappe. Die seitlichen Fenster auf dem Führerstand sind als Fallfenster ausgeführt.
Der Motorwagen war ursprünglich für die Verwendung des Dieselmotors 6 PA 4 185 vorgesehen. Dieser Motor war ein Sechszylinder-Viertakt-Dieselmotor mit 185 mm Kolbendurchmesser und 210 mm Kolbenhub, gebaut in Lizenz von der Firma SEMT Pielstick bei Turčianska strojarne n.p. in Martin. Verwendet wurde dann letztendlich der Dieselmotor 211 D-2. Dieser Motor ist ebenso ein Sechszylinder-Viertakt-Dieselmotor mit 210 mm Kolbendurchmesser und 210 mm Kolbenhub und leistet bei 1500/min 552 kW (750 PS). Er wurde hergestellt in der damaligen DDR über technische Dokumentationen von der Maschinenfabrik in Balakow. Für die Serienproduktion war ein Dieselmotor mit einer Leistung von 1.000 PS (735 kW) vorgesehen, wie sie auch bei der SŽD-Baureihe ДР1 verwendet wurden. Die Kühlung des Motorkühlwassers und des Öles des Motors ist mit den Ventilatoren im Dach des Maschinenraumes angeordnet. In der Nähe des Motors ist ein Wächter angeordnet, der bei unzulässiger Erwärmung den Motor abschalten kann.
Das Traktionsaggregat besteht aus dem in einem Körper untergebrachten Traktionsgenerator für Gleichstrom und dem synchronen Hilfsgenerator. Der Traktionsgenerator vom Typ A 4537/6 hat eine unabhängige Erregung; die Dauerleistung des Generators beträgt 646 kW bei einer Drehzahl des Ankers von 1500/min (Stromstärke 950 A, Spannung 680 V). In der Konstruktion des Generators ist eine Wicklung für das Anlassen des Dieselmotors vorgesehen. Der synchrone Hilfsgenerator vom Typ 1 H 4732/12 hat zwei Wicklungen; eine Niederspannungswicklung für den eigenen Bedarf des Motorwagens und eine Hochspannungswicklung für die elektrische Heizung der Anhängerwagen. Der Generator leistet 30 / 65 kW (für die Wicklungen der niederen/ hohen Spannung), bei einer Spannung von 3 × 89 V/ 3 × 2200 V und einer Stromstärke von 195 A/ 16 A. Dieselmotor und Generator sind auf einem Hilfsrahmen montiert und mit Silentblöcken auf dem Hauptrahmen gelagert.
Der Traktionsgenerator speist einen elektrischen Fahrmotor vom Typ AL 4244 m0, der ebenfalls als Gleichstrommaschine arbeitet und in Längsachse des Wagenkasten auf dem Rahmen federn gelagert ist. Die Übertragung des Drehmoments auf die Antriebsachsen geschieht über eine Kardanwelle mit Achsgetriebe auf  den zweiten Radsatz in Fahrtrichtung und dann über einen Flansch, Kardanwelle und Achsgetriebe auf den äußeren Antriebsradsatz. Dieser Achsantrieb ist ein Tadem-Antrieb, dadurch werden die Reibungskräfte optimal ausgenützt. Der elektrische Fahrmotor hat eine Dauerleistung von 600 kW bei einer Stromstärke von 915 A und einer Spannung von 700 V. Die Ankerdrehzahl im Dauerstrombereich beträgt 1100/min, die maximale Drehzahl beträgt 2000/min.
Der Wagen ist ausgerüstet mit der elektropneumatisch angesteuerten indirekt wirkenden Bremse, der Direkten Bremse als Lokbremse und der Widerstandsbremse. Als Festhaltebremse ist eine Handbremse vorgesehen, die von einem Handrad von dem Führerstand auf das nächstliegende Drehgestell wirkt. Die Bremsen wirkten im Gegensatz zu der Reihe ДР1, die dieselbe Bauart der Drehgestelle hat, als Klotzbremse, entgegen der Scheibenbremse des ДР1. Die Notbremse kann von den Abteilen der Reisenden, dem Einstiegsraum und den Lokführerständen ausgelöst werden. Die Abteile der Reisenden, der Einstiegsraum, das WC und die Führerstände sind beheizt über eine Druckluftheizung, die die Wärme des Kühlkreislaufes ausnützt. Außerdem besteht noch die Möglichkeit der Heizung durch ein Dieselaggregat, welches auch den Wagen im Stand vorheizen kann. Für die Heizung der Beiwagen wird elektrische Energie vom Hilfsgenerator verwendet. Die innere Beleuchtung des Triebwagens ist eine Glühlampenbeleuchtung, für die äußere Beleuchtung sind an den Spitzen des Wagens je ein mittlerer Scheinwerfer und zwei doppelte äußere Signalleuchten angeordnet. Das elektrische Schema der Motorwagen erlaubte die Steuerung des Wagens von Hand oder automatisch und gleichzeitig die Steuerung mehrerer Triebwagen mit Vielfachsteuerung. Feuerlöscher befanden sich in den Abteilen der Reisenden.

## Einsatz
Nachdem die drei Prototypen der Reihe АЧО in das Depot Bologoje gegeben wurden, gelangte später der АЧО.001 zum Depot Oktober der Южная железная дорога und daraufhin in das Depot Poltawa, wo er sich heute noch befindet. Über die Ergebnisse der Prüfungen gibt es unterschiedliche Berichte, eine Quelle berichtet von einer Beschleunigung des Triebwagens bei Anfahrt von 0,8 m/s², nach einer anderen Quelle beschleunigte der Triebwagen, belegt mit 10,5 t Ballast und einem angehängten Personenwagen beim Anfahren bis zu einer Geschwindigkeit von 25 km/h mit einer Beschleunigung von 0,55 m/s².
Der Motorwagen АЧО.003 wurde in das Depot Львов gegeben. Beide Motorwagen wurden für Dienstfahrten für den Leiter der Eisenbahngesellschaft verwendet. Ein Motorwagen fuhr auch als Schulwagen in Charkiw. Ob es der АЧО.002 gewesen ist, geht aus der Literatur nicht hervor. Dieser Wagen wurde nach einem Brand ausgemustert.